# كيفن بيرك
كيفن بيرك (بالإنجليزية: Kevin Burke)‏ (و. 1950  م) هو عازف كمان، وعازف كمان ‏ أيرلندي، ولد في لندن، يستخدم آلات كمان، وكمان ‏.

## روابط خارجية
- كيفن بيرك على موقع ميوزك برينز (الإنجليزية)
- كيفن بيرك على موقع أول ميوزيك (الإنجليزية)
- كيفن بيرك على موقع ديسكوغز (الإنجليزية)